# Comté de Harju
Le comté de Harju (en estonien Harju maakond  ; Harrien en allemand) est l'un des quinze comtés d'Estonie. Il est situé au nord du pays et bordé par le golfe de Finlande. Il comprend notamment la capitale Tallinn et compte 40 % de la population du pays (1er janvier 2012). Premier comté par la population avec ses 529 898 habitants, c'est le second par la superficie avec 4 333,13 km2.

## Démographie

### Répartition par nationalité
| Nations     | 1970    | 1970  | 1979    | 1979  | 1989    | 1989  | 2000    | 2000  | 2011    | 2011  |
| Nations     | nombre  | %     | nombre  | %     | nombre  | %     | nombre  | %     | nombre  | %     |
| ----------- | ------- | ----- | ------- | ----- | ------- | ----- | ------- | ----- | ------- | ----- |
| Total       | 452 421 | 100   | 530 770 | 100   | 605 415 | 100   | 525 682 | 100   | 552 927 | 100   |
| Estoniens   | 262 832 | 58,09 | 289 166 | 54,48 | 304 772 | 50,34 | 306 850 | 58,37 | 341 121 | 61,69 |
| Russes      | 147 086 | 32,51 | 188 290 | 35,47 | 232 252 | 38,36 | 171 009 | 32,53 | 173 194 | 31,32 |
| Ukrainiens  | 16 353  | 3,61  | 21 133  | 3,98  | 28 605  | 4,72  | 17 789  | 3,39  | 14 422  | 2,61  |
| Biélorusses | 9035    | 2,00  | 12 548  | 2,36  | 15 634  | 2,58  | 9 748   | 1,85  | 7 645   | 1,38  |
| Finnois     | 4 737   | 1,05  | 4 749   | 0,90  | 4 998   | 0,83  | 3 594   | 0,68  | 2 897   | 0,52  |
| Juifs       | 3 882   | 0,86  | 3 839   | 0,72  | 3 708   | 0,61  | 1 679   | 0,32  | 1 619   | 0,29  |
| Tatars      | -       | -     | 1 885   | 0,36  | 2 522   | 0,42  | 1 619   | 0,31  | 1 289   | 0,23  |
| Lituaniens  | 1 079   | 0,24  | 1149    | 0,22  | 1 352   | 0,22  | 1 212   | 0,23  | 1 046   | 0,19  |
| Polonais    | -       | -     | 1307    | 0,25  | 1 523   | 0,25  | 1 156   | 0,22  | 982     | 0,18  |
| Lettons     | 1 178   | 0,26  | 1 453   | 0,27  | 1 264   | 0,21  | 991     | 0,19  | 776     | 0,14  |
| Allemands   | -       | -     | 1866    | 0,35  | 764     | 0,13  | 691     | 0,13  | 661     | 0,12  |
| autres      | 6 239   | 1,38  | 4 698   | 0,89  | 8 011   | 1,32  | 9 344   | 1,78  | 7 275   | 1,32  |

## Géographie
Le comté d'Harju se situe au nord de l'Estonie. 
Son littoral est entièrement bordé par le Golfe de Finlande, dans la mer Baltique.
Le paysage est caractérisé par de hautes falaises côtières.
Le comté est traversé par 34 rivières qui se jettent dans la mer Baltique, et qui comptent les plus grandes cascades d'Estonie, les chutes de Keila (et), chutes de Jägala (et). 
Le comté abrite les lacs Ülemiste, Kahala et Harku.
Le comté est traversé par le canal Jägala-Pirita, le canal Raudoja-Aavoja, le canal Aavoja-Kaunissaare et le canal Sae-Paunküla qui font partie du système d'approvisionnement en eau de Tallinn.

### Iles du comté d'Harju
| - Aegna - Aksi - Allikari - Alu kari - Alu saar - Bjärrgronne - Hara saar - Kappa saar - Kelnase kari | - Keri saar - Kivi-Mourikkari - Kivikari - Koipsi saar - Korgessaare kari - Krassi saar - Kräsuli - Kuhjakari - Kumbli saar | - Laevakari - Lahesaar - Laiakari - Liivakari - Lipukari - Luod - Mohni - Mourikkari - Mätta kari - Naissaar | - Pandju saar - Pedassaar - Pikassääre kari - Prangli - Rammu saar - Rohukari - Rohusi saar - Seinakari - Sepa kari | - Sillikrunn - Sjölafluto - Storgronne - Suur-Malusi - Suur-Pakri - Tiirloo säär - Tiirukari - Turskakari - Umblu saar | - Vahekari - Vahekari - Vana patarei - Vennastekehvel - Vullikrunn - Väike Laiakari - Väike Pikakari - Väike-Malusi - Väike-Pakri |

## Subdivisions administratives
Le comté est subdivisé en 25 municipalités, dont 7 villes et deux bourgs.

### Municipalités urbaines (linn) et bourgs
En 2013, il était prévu de donner le statut de ville à Haabneeme (Viimsi) et à Peetri (Kareda).
| Rang | Ville bourg | Commune               | Population (2011) |
| ---- | ----------- | --------------------- | ----------------- |
| 1    | Tallinn     | Tallinn               | 393 222           |
| 2    | Maardu      | Maardu                | 17 524            |
| 3    | Keila       | Keila                 | 9 763             |
| 4    | Haabneeme   | Viimsi                | 5 634             |
| 5    | Saue        | Saue (ville)          | 5 514             |
| 6    | Laagri      | Saue (commune rurale) | 5 165             |
| 7    | Saku        | Saku                  | 4 549             |
| 8    | Peetri      | Rae                   | 4 435             |
| 9    | Paldiski    | Paldiski              | 4 085             |
| 10   | Jüri        | Rae                   | 3 639             |

### Municipalités rurales et urbaines
Le comté est divisé en communes d'Estonie dont 6 communes urbaines (estonien : linnad) et 17 communes rurales (estonien : vallad):

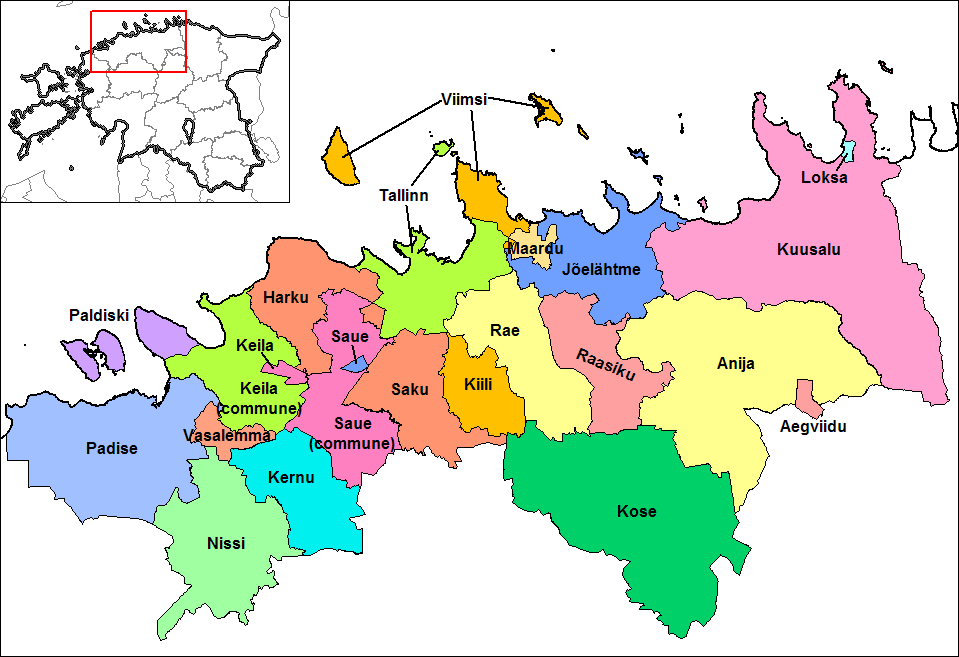
Communes du Comté d'Harju.

| #  | Commune   | Type    | Population (2011) | Superficie km2 | Densité (h/ km2) |
| -- | --------- | ------- | ----------------- | -------------- | ---------------- |
| 1  | Aegviidu  | Rurale  | 761               | 11.97          | 63.6             |
| 2  | Anija     | Rurale  | 5 731             | 520.94         | 11.0             |
| 3  | Harku     | Rurale  | 14 181            | 159.07         | 89.1             |
| 4  | Jõelähtme | Rurale  | 6 462             | 210.86         | 30.6             |
| 5  | Keila     | Urbaine | 9 763             | 11.25          | 867.8            |
| 6  | Keila     | Rurale  | 5 318             | 178.88         | 29.7             |
| 7  | Kernu     | Rurale  | 2 404             | 174.70         | 13.8             |
| 8  | Kiili     | Rurale  | 5 155             | 100.37         | 51.4             |
| 9  | Kose      | Rurale  | 7 297             | 237.33         | 30.7             |
| 10 | Kuusalu   | Rurale  | 6 412             | 707.93         | 9.1              |
| 11 | Loksa     | Urbaine | 2 759             | 3.81           | 724.1            |
| 12 | Maardu    | Urbaine | 17 524            | 22.76          | 769.9            |
| 13 | Nissi     | Rurale  | 2 902             | 264.92         | 11.0             |
| 14 | Padise    | Rurale  | 1 528             | 366.55         | 4.2              |
| 15 | Paldiski  | Urbaine | 4 085             | 60.17          | 67.9             |
| 16 | Raasiku   | Rurale  | 4 579             | 158.86         | 28.8             |
| 17 | Rae       | Rurale  | 15 721            | 206.73         | 76.0             |
| 18 | Saku      | Rurale  | 9 618             | 171.13         | 56.2             |
| 19 | Saue      | Urbaine | 5 514             | 4.39           | 1256             |
| 20 | Saue      | Rurale  | 10 759            | 195.22         | 55.1             |
| 21 | Tallinn   | Urbaine | 393 222           | 158.27         | 2484             |
| 22 | Vasalemma | Rurale  | 2 699             | 38.66          | 69.8             |
| 23 | Viimsi    | Rurale  | 18 533            | 72.84          | 254.4            |

## Transports

### Routes nationales
- Tallinn-Narva,
- Tallinna–Pärnu–Ikla  (Via Baltica)
- Tallinn-Keila-Paldiski ,
- Ääsmäe-Haapsalu,
- Lasnamäe-Keila,
- Tallinn-Tartu .

### Voies ferroviaires de passagers
- Ligne de Tallinn à Narva, ligne de Tallinn à Tartu, ligne de Tallinn à Viljandi, ligne de Tallinn à Pärnu, ligne de Tallinn à Paldiski, ligne de Tallinn à Riisipere

### Aéroports
- Aéroport international de Tallinn, Aéroport d'Ämari

### Ports
- Port de passagers de Tallinn, Port de Muuga  , Port Nord de Paldiski , Port Sud de Paldiski

## Héraldique
Le blason du comté (sur le drapeau) est dérivé du drapeau du Danemark, reflétant l'influence historique du Danemark sur cette partie de l'Estonie. Il ne doit pas être confondu avec les blasons des départements de la Savoie et de la Haute-Savoie.

## Jumelages
| Ville | Ville        | Pays | Pays     |
| ----- | ------------ | ---- | -------- |
|       | Guldborgsund |      | Danemark |

## Galerie

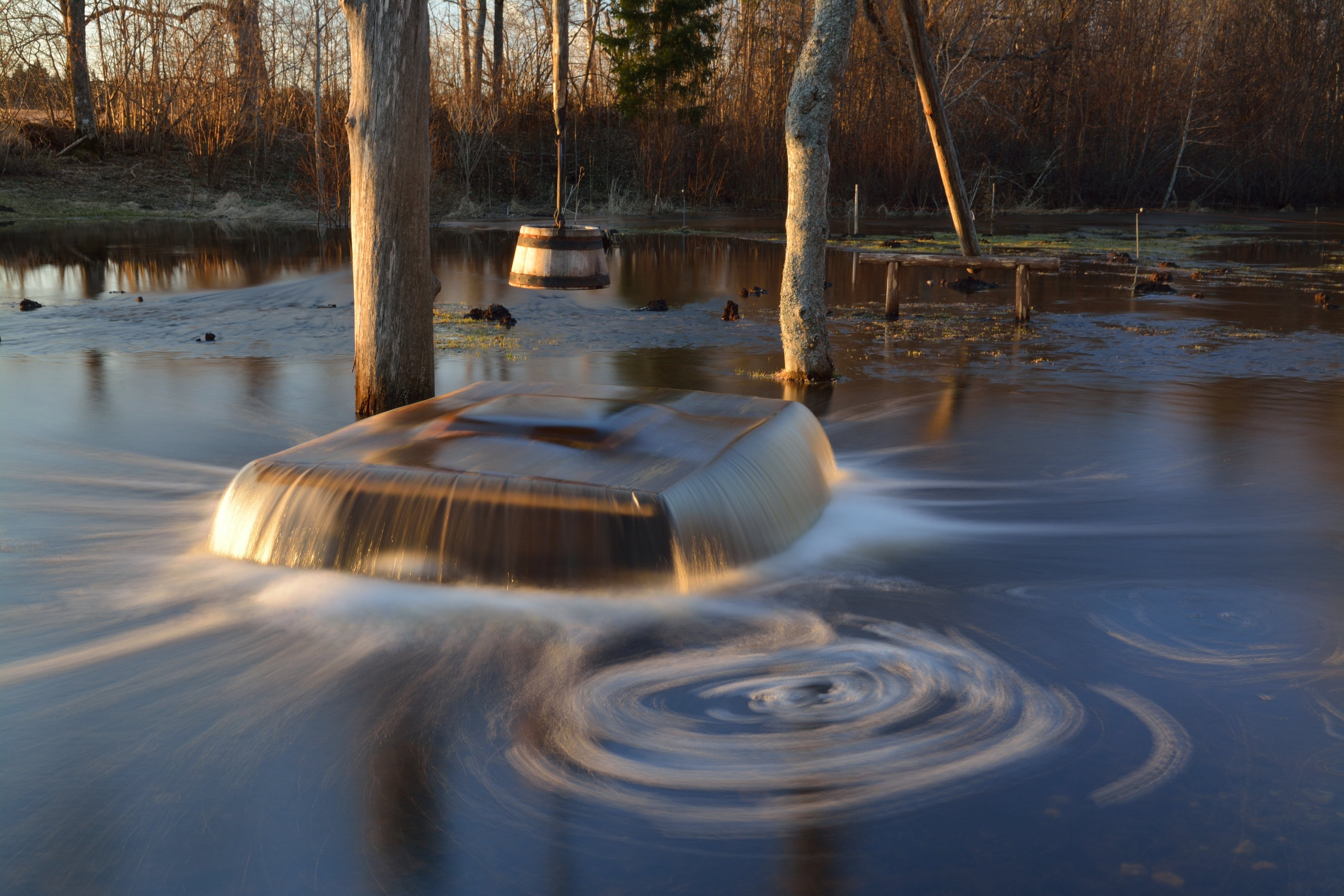
Puits aux sorcières de Tuhala.
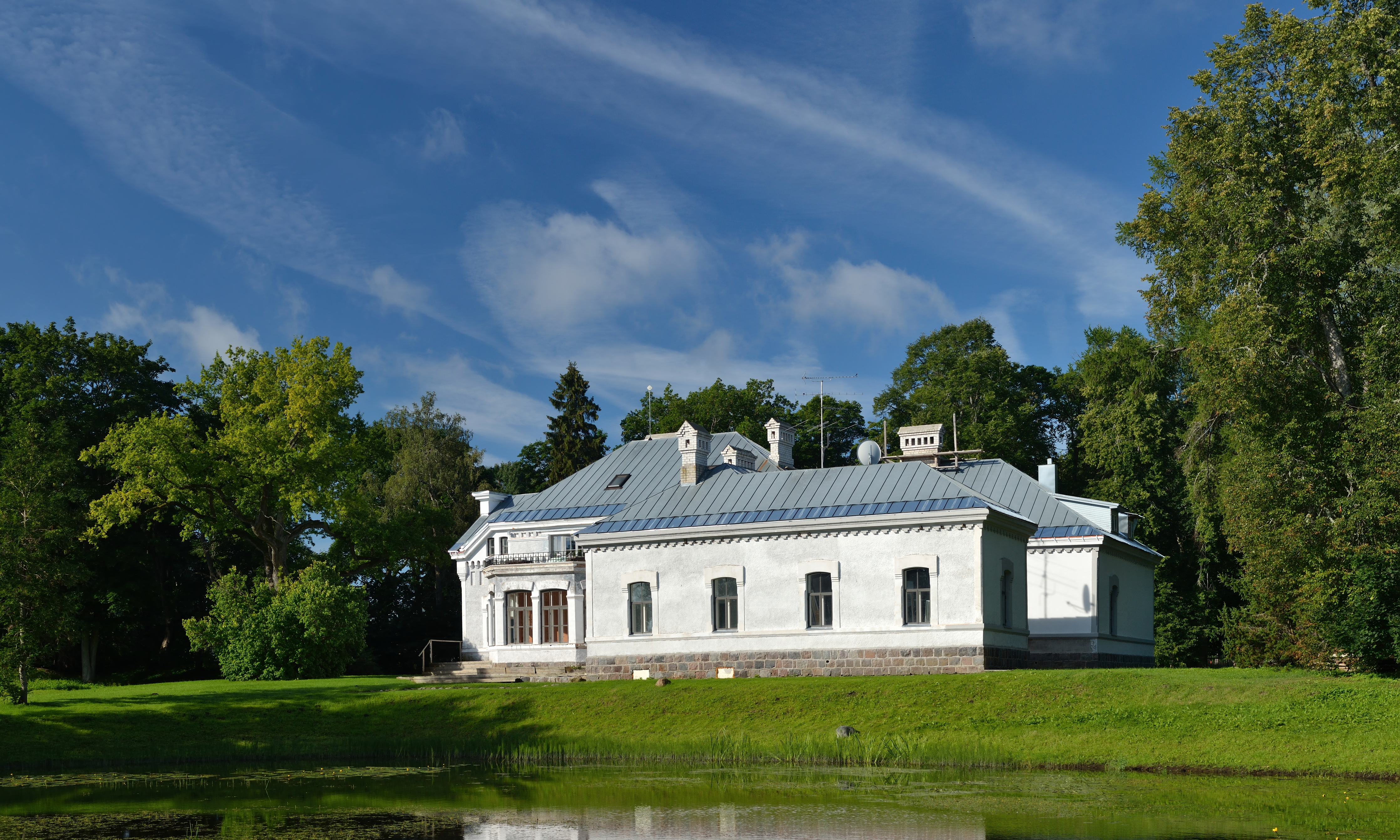
Manoir de Kiviloo.
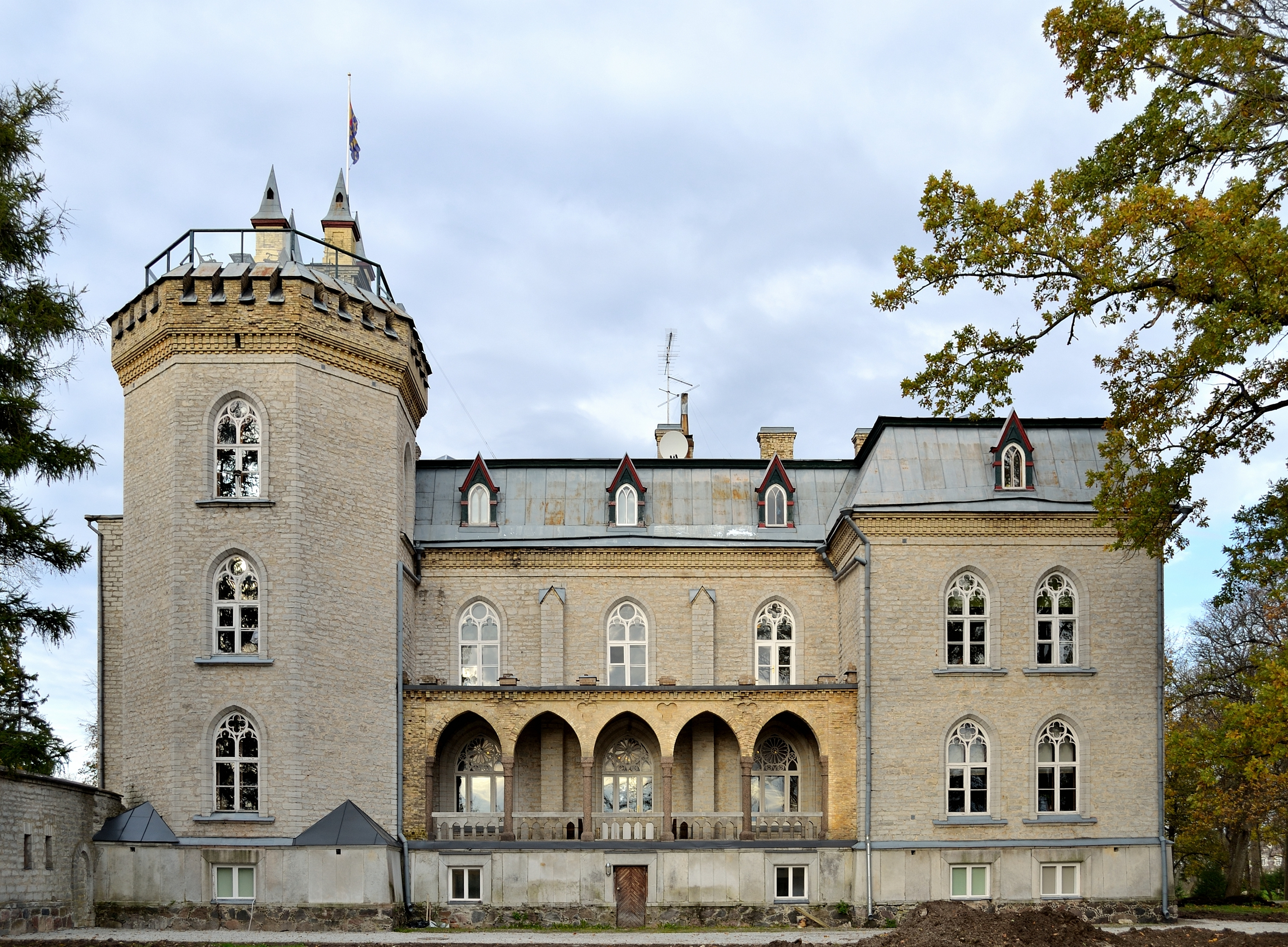
Manoir de Laitse.
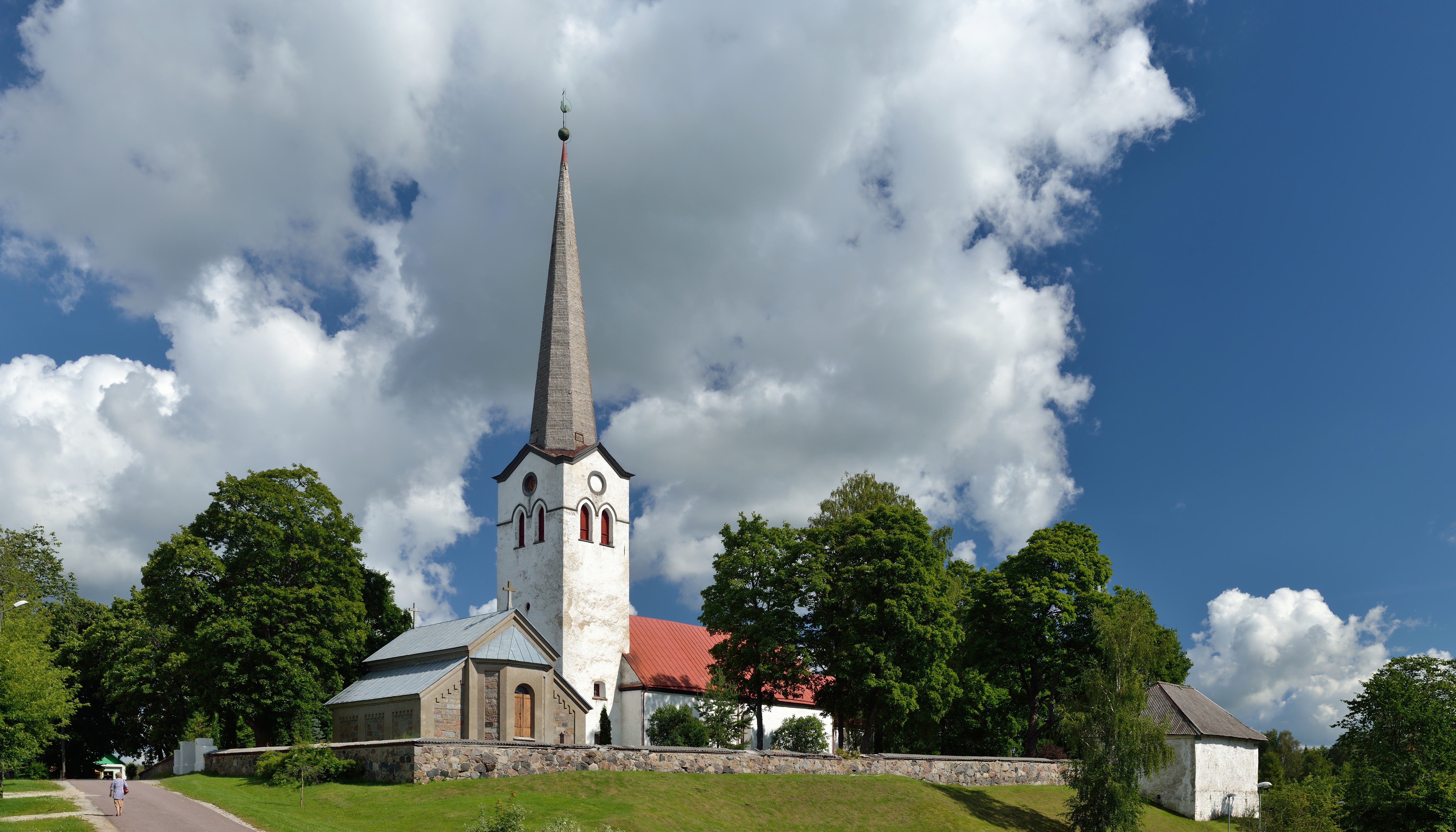
L'église de Kose.
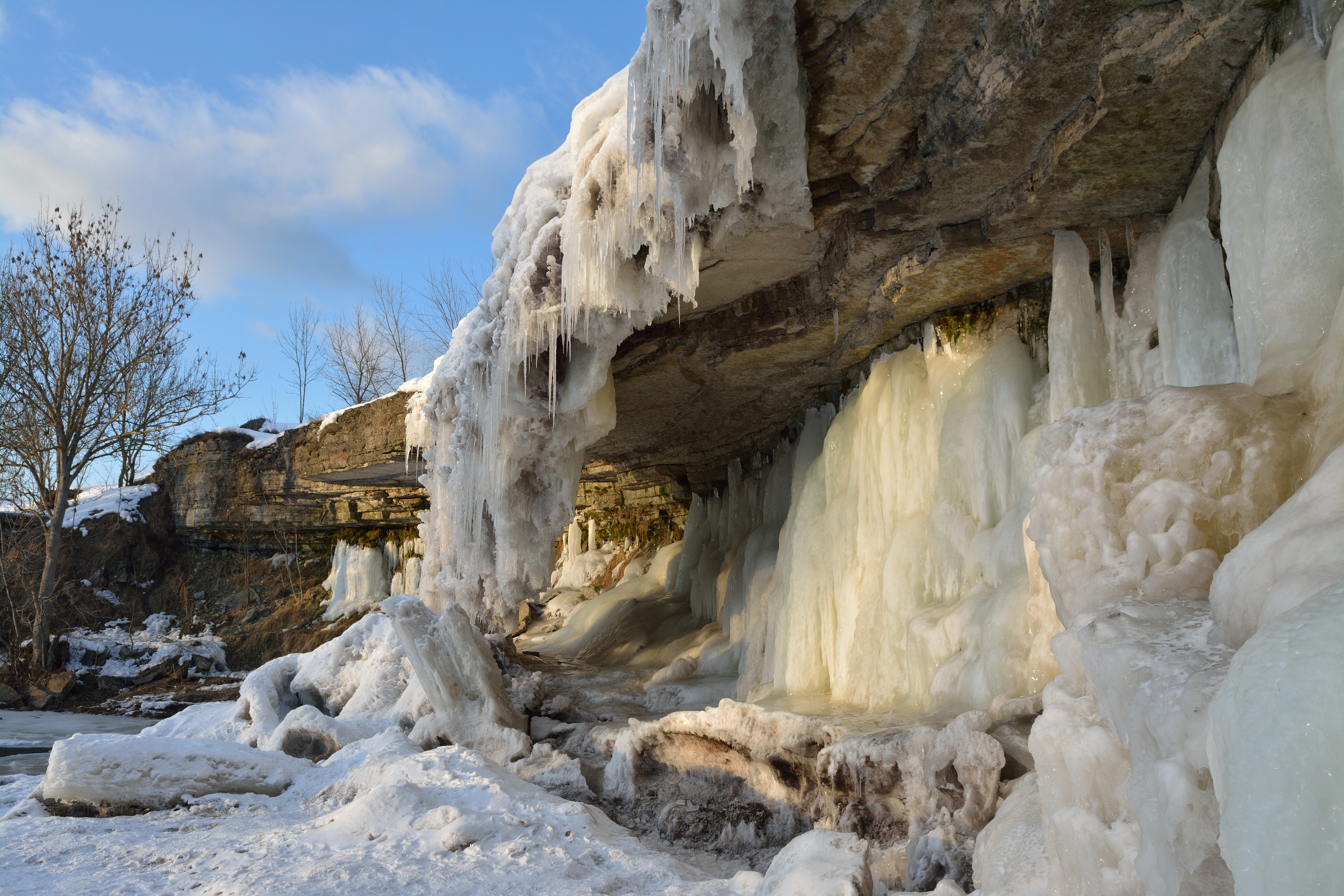
Chutes de Jägala.
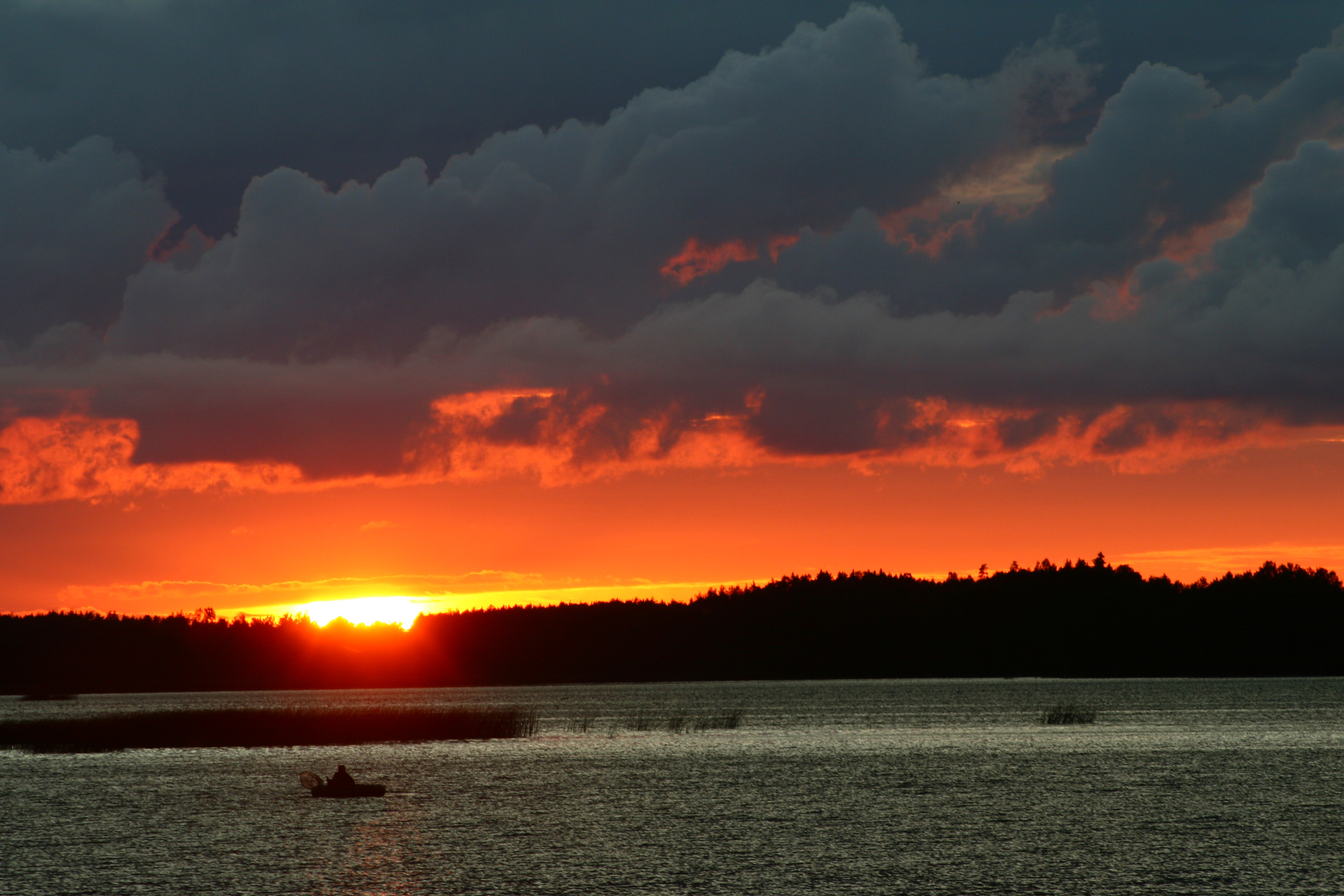
Soirée d’août.
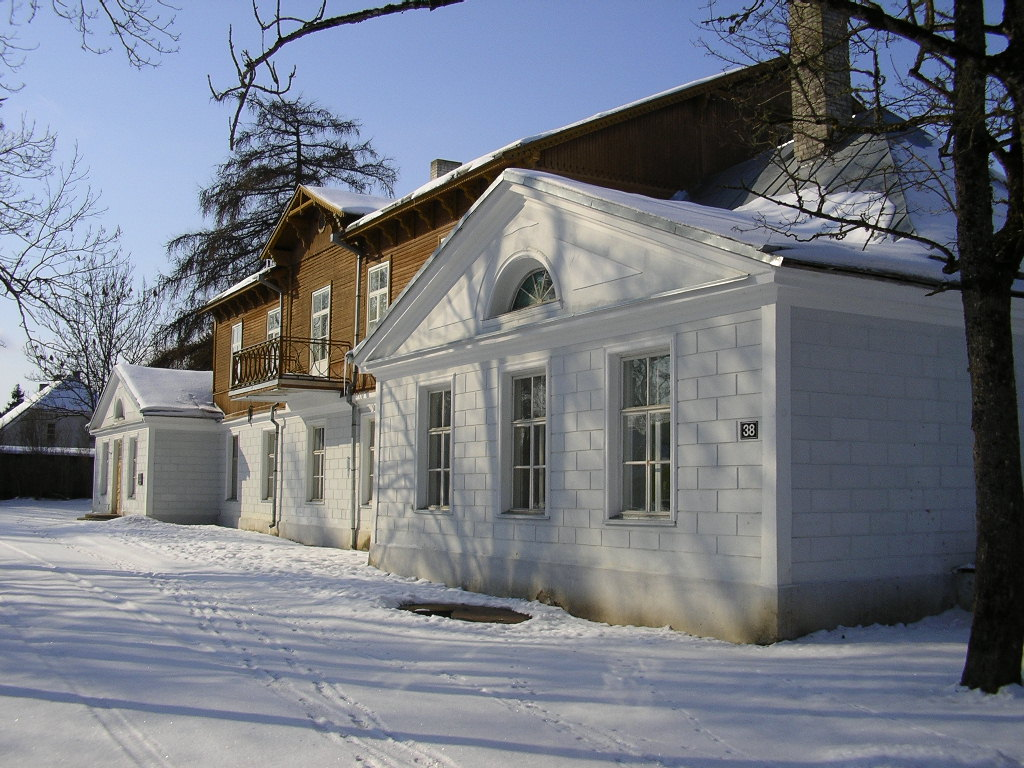
Manoir d'Arukyla.
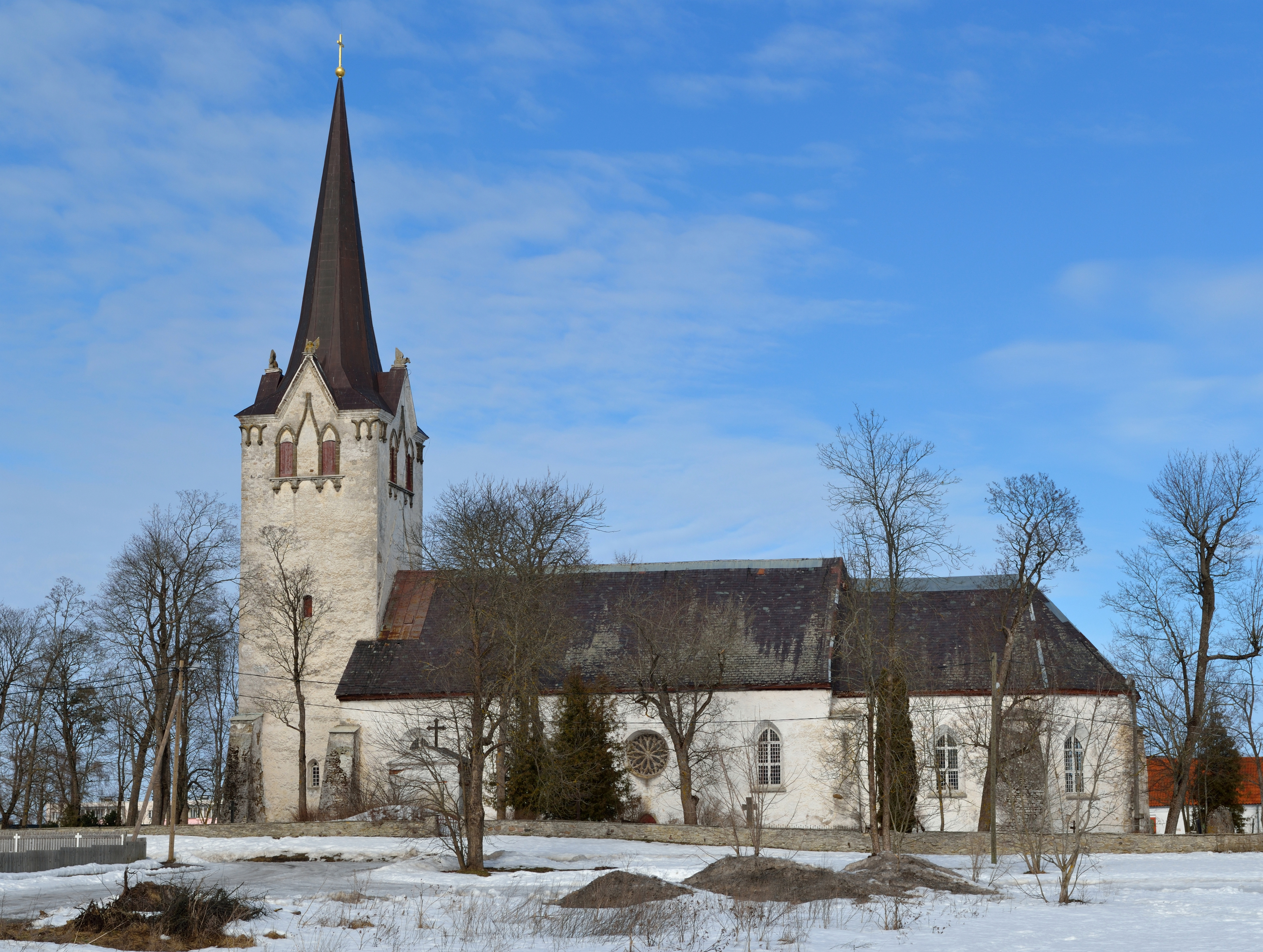
L'église de Keila.
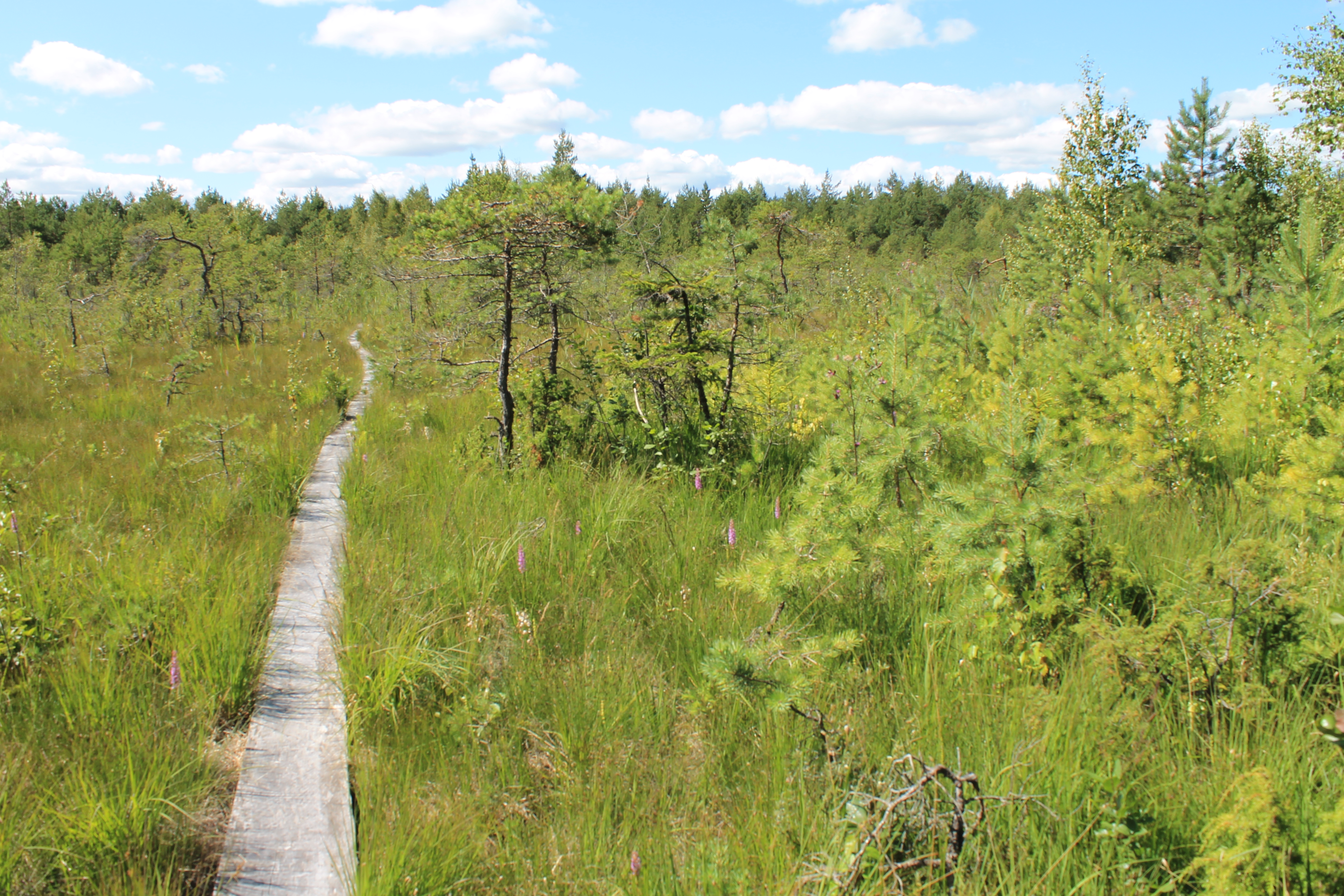
Dans la réserve naturelle d'Alema.